# گیزر باتلر
ترنس مایکل جوزف «گیزر» باتلر (انگلیسی: Terence Michael Joseph "Geezer" Butler؛ زادهٔ ۱۷ ژوئیه ۱۹۴۹) موسیقی‌دان بازنشستهٔ انگلیسی است که بیشتر به عنوان نوازندهٔ گیتار بیس و ترانه‌سرای اصلی گروه پیشگام هوی متال بلک سبث شناخته می‌شود. او همچنین با گروه‌ها و هنرمندانی چون هون اند هل و آزی آزبورن همکاری داشته است.

## زندگی اولیه
باتلر از سنین پایین لقب «گیزر» را برای خود پذیرفت. او در این‌باره گفته است: «این لقب از دوران مدرسه‌ام شروع شد. برادرم آن زمان در ارتش بود و بیشتر با کاکنی‌ها سر و کار داشت. در لندن، مردم به همه می‌گویند «گیزر» — یعنی یک مرد، مثل اینکه کسی بگوید: «سلام رفیق» (Hello, mate). این واژه در آمریکا مثل «dude» است. در انگلستان می‌گویند «geezer». برادرم وقتی برای مرخصی به خانه می‌آمد، مدام می‌گفت: «سلام، گیزر. حالت چطوره، گیزر؟» و چون من حدود هفت ساله بودم و خیلی به برادرم افتخار می‌کردم، به مدرسه می‌رفتم و به همه می‌گفتم «گیزر». این‌طور شد که این لقب به من چسبید.»
باتلر در خانواده‌ای ایرلندی کاتولیک و از طبقه کارگر بزرگ شد. پدر و مادرش، جیمز و مری باتلر، هر دو اهل دوبلین بودند و او شش خواهر و برادر داشت. پدرش در هنگ سلطنتی اسکاتلند خدمت کرده بود و پس از پایان خدمت در شهر بیرمنگام ساکن شد، جایی که در یک شرکت مهندسی مشغول به کار شد. مری در جوانی به‌عنوان پرستار بچه کار می‌کرد و پس از ازدواج با جیمز در سال ۱۹۲۹ خانه‌دار شد. خانوادهٔ آن‌ها دارای هفت فرزند بود و وضعیت مالی خوبی نداشتند؛ باتلر گفته است که آن‌ها معمولاً «هیچ پولی نداشتند». او در خانهٔ خانوادگی‌شان در خیابان ویکتوریا در منطقه استون، بیرمنگام به دنیا آمد؛ خانه‌ای که در جریان بمباران‌های لوفت‌وافه در جنگ جهانی دوم آسیب دیده بود. زمانی که تنها یک روز از تولدش گذشته بود، خواهر بزرگ‌ترش آیلین در یک لحظه حسادت، سعی کرد او را از پنجره اتاق خواب به بیرون پرت کند.
باتلر گفته است که «کودکی بسیار دوست‌داشتنی و شادی» داشته است. خانهٔ خانوادگی آن‌ها تلفن، آب گرم یا حمام نداشت و داشتن یک توالت بیرونی شخصی را برای خود امتیازی بزرگ می‌دانستند. دو تن از برادران بزرگ‌تر باتلر به خدمت سربازی فراخوانده شده بودند و او نیز نگران بود که نوبت به خودش برسد؛ با این حال، خدمت اجباری در بریتانیا چند سال پیش از آن‌که او به سن مشمولیت برسد، لغو شد.
باتلر در ده سالگی در آزمون ورودی الِوِن پلاس پذیرفته شد و در سال ۱۹۶۰ وارد دبیرستان هُلت گرامر کامرشال در بیرمنگام شد. آشنایی با ادبیات انگلیسی، از جمله آثار شکسپیر، علاقهٔ او به مطالعه را افزایش داد. او گفته است: «هیچ روزی نمی‌گذشت که چیزی نخوانم.» باتلر موفقیت خود در ترانه‌سرایی برای بلک سبث را حاصل همین آموزش‌ها و تخیل پویای خود می‌داند. او بعدها در دوران نوجوانی به شدت تحت تأثیر نوشته‌های آلیستر کراولی قرار گرفت.
در اواخر دوران نوجوانی، باتلر شرکت در مراسم عشای ربانی (مَس) را کنار گذاشت. او دلیل این کار را از دست دادن ایمان عنوان کرده و معتقد است که هر فردی باید دیر یا زود خودش تصمیم بگیرد که به چه چیزی باور داشته باشد. باتلر سال‌ها بعد یادآوری کرد: «در پایان، فقط برای دیدن دخترهای خوشگل کلیسا هر یکشنبه به مراسم مَس می‌رفتم.» او که در دوران نوجوانی موهایش را بلند کرده بود، هر یکشنبه در کلیسا با راهبه‌ای روبه‌رو می‌شد که از روی شوخی او را «دوشیزه» صدا می‌کرد. همین باعث شد تا باتلر تصمیم بگیرد دیگر هرگز به کلیسا بازنگردد.
باتلر به شدت مجذوب گروه‌هایی چون بیتلز و کینکس شد و بعدها نیز به گروه کریم و جیمی هندریکس علاقه‌مند شد. در ژانویه ۱۹۶۳، زمانی که بیتلز در برنامهٔ تلویزیونی Thank Your Lucky Stars در بیرمنگام حضور پیدا کردند، باتلر بیرون استودیو منتظر ماند تا نگاهی از نزدیک به آن‌ها بیندازد. در همان‌جا بود که برای نخستین‌بار با یکی دیگر از طرفداران بیتلز، جان «آزی» آزبورن، آشنا شد.

### Citations
1. 1 2  Geezer Butler (2021). "Get to Know Geezer". geezerbutler.com (به انگلیسی). Retrieved 22 May 2022.
2. ↑  Blabbermouth (10 March 2021). "GEEZER BUTLER: 'DEADLAND RITUAL Is Dead'". BLABBERMOUTH.NET (به انگلیسی). Retrieved 22 May 2022.
3. ↑  Polcaro, Rafael (21 October 2021). "Sabbath's Geezer Butler explains the origin of his nickname "Geezer"". Rock And Roll Garage (به انگلیسی). Retrieved 9 May 2022.
4. 1 2 3 4 5 6 7 8 9  Butler, Terence "Geezer" (2023). Into the Void. New York: Harper Collins. pp. 4–8. ISBN 978-0-06-324250-0.
5. 1 2  Iommi, Tony (2011). Iron Man: My Journey Through Heaven and Hell With Black Sabbath. Da Capo Press. ISBN 978-0-306-81955-1.
6. 1 2 3

### Sources
- Butler, Geezer (2023). Into the Void: From Birth to Black Sabbath—And Beyond (به انگلیسی). HarperCollins. ISBN 978-0-06-324252-4.